# Grundlsee
Grundlsee è un comune austriaco di 1 198 abitanti nel distretto di Liezen, in Stiria, affacciato sull'omonimo lago.